# 덴마크 수페르리가
덴마크 수페르리가(덴마크어: Superligaen)는 덴마크의 최상위 축구 리그이다. 1991년에 당시의 최상위 리그였던 덴마크 1부 리그(1. division)를 대체하기 위해 설립되었다.
수페르리가의 우승 팀은 다음 시즌 UEFA 챔피언스리그 2차예선 진출권을 얻게 된다. 덴마크 컵(Landspokalturneringen) 우승 팀은 UEFA 유로파리그 참가권을, 2위팀은 UEFA 유로파컨퍼런스리그 3차예선, 유럽대항전 플레이오프 승자팀은 2차 예선에 진출하게 된다.

## 구조

### 1991년-1996년
수페르리가의 첫 시즌은 1991년 봄에 열려 10개팀이 참가했다. 10개의 팀들은 봄부터 여름까지 두 경기씩 가져 우승팀을 결정했다. 1991년 여름부터 대회 구성은 유럽의 다른 리그와 마찬가지로 2년에 걸쳐 진행되었다. 10개 팀은 각 팀끼리 두 번씩 맞붙었고, 다음 해 봄에 최하위 두 팀은 탈락하고, 승점은 절반으로 줄어든채로 나머지 8개 팀이 2경기씩 가져 한 시즌당 총 32경기를 치러 우승팀과 유럽대항전 진출팀을 가렸다.

### 1996년-2016년
1996년부터 2016년까지 리그에 12개의 클럽이 참가했다. 시즌 종료 후 승점이 가장 낮은 두 팀은 1. 디비전으로 강등되었고, 해당 리그의 상위 두 팀으로 대체되었다. 시즌 동안 각 팀은 서로 한 번은 홈에서, 한 번은 원정에서, 한 번은 홈 또는 원정에서 총 세 경기씩 가져 시즌당 총 33경기를 치렀다. 지난 시즌 상위 6개 팀은 홈에서 17경기, 원정에서 16경기를 치렀고, 7~10위 팀과 새로 승격한 2개 팀은 홈에서 16경기, 원정에서 17경기를 치렀다.

### 2016년-2019년
2015-16 시즌 이후, 리그는 14개 팀으로 확대되었고, 이 시즌에는 최하위 팀만을 강등시키고 1부 리그에서 상위 3개 팀을 승격시켰다. 2016-17 시즌은 새로운 리그 구조의 첫 번째 시즌이었다. 이 시즌부터 각 팀은 서로 홈&어웨이 일정을 소화하는 것으로 시작되어 각 팀이 26경기를 치르게 되었다. 정규 시즌 이후 6개 팀의 챔피언십 플레이오프와 8개 팀의 예선 플레이오프로 나뉘었다. 모든 팀의 승점과 골득실은 플레이오프로 그대로 이어갔다.
챔피언십 플레이오프에서는 각 팀이 서로 홈&어웨이로 2경기씩 가져 플레이오프가 끝나면 최상위 팀이 수페르리가 우승팀이 되어 UEFA 챔피언스리그 2차 예선에 진출했으며, 2위 팀은 UEFA 유로파리그 1차 예선에 진출했다. 3위 팀은 또 다른 유로파리그 진출권을 놓고 유럽대항전 플레이오프에 진출했다. 덴마크 컵 우승 팀이 상위 3위 안에 들면, 플레이오프는 4위 팀이 참가했다.
강등 플레이오프는 정규 시즌을 7위, 10위, 11위, 14위로 마감한 팀과 8위, 9위, 12위, 13위로 마감한 팀으로 나뉘었다. 각 그룹은 그룹별로 홈&어웨이 방식으로 경기를 진행했다. 각 조의 상위 2개 팀은 유럽대항전 플레이오프에 진출하기 위한 토너먼트에 진출하며, 각각 두 경기에 걸쳐 진행되었다. 덴마크 컵 우승 팀이 플레이오프 조에서 상위 2위 안에 들 경우, 상대 팀이 자동으로 토너먼트 결승에 진출한다. 이 토너먼트의 우승 팀은 챔피언십 플레이오프에서 3위(또는 4위)를 차지한 팀과 단판 승부를 벌이게 되며, 승리시 유로파리그 1차 예선에 진출했다.
각 조의 3위 팀들은 서로 두 경기씩 치러 승자는 수페르리가에 잔류하고 패자는 1. 디비전 3위 팀과 승강 플레이오프 경기를 가졌다. 각 조 최하위 팀들도 서로 2경씩 치러 패자는 곧바로 1. 디비전으로 강등되었고, 승자는 1. 디비전 2위 팀과 승강 플레이오프 경기를 가졌다. 각 승강 플레이오프 승자는 다음 시즌 수페르리가에 참가했다.

### 2019년-현재
2019-20 시즌부터 수페르리가는 14개 팀에서 12개 팀으로 축소되었다. 12개 팀이 모두 홈&어웨이 방식으로 경기를 치르는 것으로 시작해 각 팀당 22경기씩 치러졌다. 정규 시즌 후 상위 6개 팀은 챔피언십 플레이오프, 하위 6개 팀은 강등 플레이오프로 나뉘며, 모든 팀의 승점과 골득실은 정규 시즌에서 플레이오프로 그대로 이어진다. 두 플레이오프 그룹 모두 6개 팀이 홈&어웨이 방식으로 경기를 치르며, 총 10경기(전체 시즌 32경기)가 치러진다. 강등 플레이오프에서 최하위 두 팀은 2부 리그로 강등되고, 최상위 팀은 유럽 대항전 플레이오프에 진출해서 챔피언십 플레이오프에서 유럽 대항전 진출권이 없는 최상위팀과 단판 승부를 벌여 유럽 대항전 진출권을 결정한다.

## 참가팀
| 구단       | 순위 (2022-23) | 첫 1부 리그 참가 시즌 | 최근 승격 시즌 |
| ---------- | -------------- | --------------------- | -------------- |
| AGF        | 3위            | 1918–19               | 2015–16        |
| 브뢴뷔     | 5위            | 1982                  | 1982           |
| 코펜하겐   | 1위            | 1992–93               | 1992–93        |
| 흐비도우레 | 1. 디비전 2위  | 1965                  | 2023–24        |
| 륑뷔       | 10위           | 1980                  | 2022–23        |
| 미트윌란   | 7위            | 2000–01               | 2000–01        |
| 노르셸란   | 2위            | 2002–03               | 2002–03        |
| OB         | 8위            | 1927–28               | 1999–00        |
| 라네르스   | 6위            | 1970                  | 2011–12        |
| 실케보르   | 9위            | 1988                  | 2021–22        |
| 바일레     | 1. 디비전 1위  | 1956-57               | 2023–24        |
| 비보르     | 4위            | 1981                  | 2021–22        |

## 우승팀
| 시즌      | 우승팀      | 성적 | 성적   | 성적 | 성적 | 성적 | 성적 | 성적 | 성적 |
| 시즌      | 우승팀      | 승점 | 경기수 | 승   | 무   | 패   | 득   | 실   | 차   |
| --------- | ----------- | ---- | ------ | ---- | ---- | ---- | ---- | ---- | ---- |
| 1991      | 브뢴뷔 IF   | 26   | 18     | 10   | 6    | 2    | 26   | 15   | +11  |
| 1991–92   | 륑뷔 BK     | 32   | 14     | 9    | 2    | 3    | 22   | 7    | +15  |
| 1992–93   | FC 코펜하겐 | 32   | 14     | 8    | 3    | 3    | 31   | 23   | +8   |
| 1993–94   | 실케보르 IF | 31   | 14     | 8    | 2    | 4    | 23   | 15   | +8   |
| 1994–95   | AaB         | 31   | 14     | 7    | 4    | 3    | 30   | 13   | +17  |
| 1995–96   | 브뢴뷔 IF   | 67   | 33     | 20   | 7    | 6    | 71   | 32   | +39  |
| 1996–97   | 브뢴뷔 IF   | 68   | 33     | 20   | 8    | 5    | 64   | 39   | +25  |
| 1997–98   | 브뢴뷔 IF   | 76   | 33     | 24   | 4    | 5    | 81   | 33   | +48  |
| 1998–99   | AaB         | 64   | 33     | 17   | 13   | 3    | 65   | 37   | +28  |
| 1999–2000 | 헤르푈게 BK | 56   | 33     | 16   | 8    | 9    | 52   | 49   | +3   |
| 2000–01   | FC 코펜하겐 | 63   | 33     | 17   | 12   | 4    | 55   | 27   | +28  |
| 2001–02   | 브뢴뷔 IF   | 69   | 33     | 20   | 9    | 4    | 74   | 28   | +46  |
| 2002–03   | FC 코펜하겐 | 61   | 33     | 17   | 10   | 6    | 51   | 32   | +19  |
| 2003–04   | FC 코펜하겐 | 68   | 33     | 20   | 8    | 5    | 56   | 27   | +29  |
| 2004–05   | 브뢴뷔 IF   | 69   | 33     | 20   | 9    | 4    | 61   | 23   | +38  |
| 2005–06   | FC 코펜하겐 | 73   | 33     | 22   | 7    | 4    | 62   | 27   | +35  |
| 2006–07   | FC 코펜하겐 | 76   | 33     | 23   | 7    | 3    | 60   | 23   | +37  |
| 2007–08   | AaB         | 71   | 33     | 22   | 5    | 6    | 60   | 38   | +22  |
| 2008–09   | FC 코펜하겐 | 74   | 33     | 23   | 5    | 5    | 67   | 26   | +41  |
| 2009–10   | FC 코펜하겐 | 68   | 33     | 21   | 5    | 7    | 61   | 22   | +39  |
| 2010–11   | FC 코펜하겐 | 81   | 33     | 25   | 6    | 2    | 77   | 29   | +48  |
| 2011–12   | FC 노르셸란 | 68   | 33     | 21   | 5    | 7    | 49   | 22   | +27  |
| 2012–13   | FC 코펜하겐 | 65   | 33     | 18   | 11   | 4    | 62   | 32   | +30  |
| 2013–14   | AaB         | 62   | 33     | 18   | 8    | 7    | 60   | 38   | +22  |
| 2014–15   | FC 미트윌란 | 71   | 33     | 22   | 5    | 6    | 64   | 34   | +30  |
| 2015–16   | FC 코펜하겐 | 71   | 33     | 21   | 8    | 4    | 62   | 28   | +34  |
| 2016–17   | FC 코펜하겐 | 84   | 36     | 25   | 9    | 2    | 74   | 20   | +54  |
| 2017–18   | FC 미트윌란 | 85   | 36     | 27   | 4    | 5    | 80   | 39   | +41  |
| 2018–19   | FC 코펜하겐 | 82   | 36     | 26   | 4    | 6    | 86   | 37   | +49  |
| 2019–20   | FC 미트윌란 | 82   | 36     | 26   | 4    | 6    | 61   | 29   | +32  |
| 2020–21   | 브뢴뷔 IF   | 61   | 32     | 19   | 4    | 9    | 58   | 38   | +20  |
| 2021–22   | FC 코펜하겐 | 68   | 32     | 20   | 8    | 4    | 56   | 19   | +37  |
| 2022–23   | FC 코펜하겐 | 59   | 32     | 18   | 5    | 9    | 61   | 35   | +26  |
| 2023–24   | FC 미트윌란 | 63   | 32     | 19   | 6    | 7    | 62   | 43   | +19  |

## 관중수
| 시즌      | 평균  | 합계      | 최다   | 최소  |
| --------- | ----- | --------- | ------ | ----- |
| 1991      | 3,937 | 354,348   | 13,935 | 712   |
| 1991–92   | 4,428 | 646,510   | 16,500 | 1,014 |
| 1992–93   | 5,023 | 733,299   | 22,862 | 484   |
| 1993–94   | 4,739 | 691,855   | 26,679 | 475   |
| 1994–95   | 5,930 | 865,755   | 36,623 | 487   |
| 1995–96   | 5,689 | 1,126,414 | 39,640 | 704   |
| 1996–97   | 5,318 | 1,052,922 | 28,491 | 585   |
| 1997–98   | 5,519 | 1,092,688 | 33,124 | 939   |
| 1998–99   | 4,974 | 984,874   | 37,940 | 180   |
| 1999–2000 | 5,838 | 1,155,917 | 28,818 | 1,493 |
| 2000–01   | 5,837 | 1,155,662 | 40,281 | 1,003 |
| 2001–02   | 5,727 | 1,133,920 | 40,186 | 314   |
| 2002–03   | 7,307 | 1,446,752 | 40,254 | 800   |
| 2003–04   | 7,980 | 1,580,011 | 41,005 | 1,011 |
| 2004–05   | 8,589 | 1,700,532 | 40,654 | 843   |
| 2005–06   | 7,957 | 1,575,399 | 41,201 | 1,307 |
| 2006–07   | 8,108 | 1,605,367 | 40,463 | 1,799 |
| 2007–08   | 8,499 | 1,682,791 | 32,153 | 1,035 |
| 2008–09   | 8,815 | 1,745,308 | 32,856 | 1,609 |
| 2009–10   | 8,315 | 1,646,405 | 30,191 | 707   |
| 2010–11   | 7,049 | 1,395,616 | 28,387 | 1,017 |
| 2011–12   | 7,103 | 1,406,462 | 25,651 | 1,059 |
| 2012–13   | 6,760 | 1,338,465 | 33,215 | 0     |
| 2013–14   | 7,929 | 1,570,027 | 32,846 | 1,656 |
| 2014–15   | 6,932 | 1,372,511 | 32,526 | 1,201 |
| 2015–16   | 7,253 | 1,436,188 | 29,178 | 1,327 |
| 2016–17   | 6,002 | 1,500,380 | 26,686 | 1,044 |
| 2017–18   | 5,880 | 1,469,980 | 28,410 | 568   |
| 2018–19   | 6,581 | 1,618,965 | 33,134 | 1,012 |
| 2019–20   | 4,764 | 1,152,832 | 29,310 | 0     |
| 2020–21   | 1,193 | 229,136   | 10,966 | 0     |
| 2021–22   | 8,591 | 1,134,127 | 35,463 | 1,702 |
| 2022-23   | 9,923 | 1,309.858 | 32,678 | 2,682 |

1. ↑  브뢴뷔는 코펜하겐과의 컵 경기 도중 발생한 관중 소요 사태로 2경기 무관중 징계 처분을 받았다.[2]
2. ↑  코로나19 범유행으로 일부 경기는 무관중 혹은 제한 입장으로 진행되었다.[3]
3. ↑  코로나19 범유행으로 일부 경기는 무관중 혹은 제한 입장으로 진행되었다.[4]